# Zentralia Colima
Zentralia Colima es un centro comercial del tipo Fashion Mall ubicado al noreste de la ciudad de Colima, Colima, México, propiedad de la empresa inmobiliaria mexicana Grupo Jomer Desarrollador Inmobiliario. La obra inició su construcción en diciembre de 2005 e inició sus operaciones el 17 de octubre de 2006 con la inauguración de la tienda departamental Liverpool, encabezado por el entonces Gobernador del Estado de Colima, Jesús Silverio Cavazos Cevallos.

## Historia
Zentralia Colima surgió en diciembre de 2005 cuando la empresa inmobiliaria Grupo Jomer en su división comercial Grupo Zentralia en conjunto con la empresa arquitectónica LJ Arquitectos inició la construcción del centro comercial en un predio ubicado al noreste de la ciudad de Colima, Colima, México, en la Avenida Tercer Anillo Periférico Oriente Miguel de la Madrid Hurtado. La obra inició sus operaciones el 17 de octubre de 2006 con la inauguración de la tienda departamental Liverpool, cuya ceremonia de corte de listón inaugural fue encabezado por el entonces Gobernador del Estado de Colima, Jesús Silverio Cavazos Cevallos en conjunto con su esposa Idalia González Pimentel de Cavazos, así como del Presidente del Consejo de Administración de Liverpool, Max David, el entonces Presidente Municipal de Colima, Mario Anguiano Moreno, junto a su esposa Alma Delia Arreola de Anguiano, el cual se aplicó una inversión de 256 millones de pesos en los que se generaron 1150 empleos totales, en el que a partir de allí el complejo comercial iniciaría su proceso de aperturas de tiendas y restaurantes de manera paulatina. El 18 de mayo de 2011, Zentralia Colima inicia su proceso de ampliación con la integración e inicio de construcción de las tiendas departamentales Sears y Sanborns del Grupo Carso, el cual fue encabezado por el entonces presidente municipal de Colima, Ignacio Peralta Sánchez en conjunto con el secretario de Fomento Económico, Rafael Gutiérrez Villalobos, así como de gerente del centro comercial Zentralia Colima, Alejandro Castelazo Schuler, donde se precisó que dicha inversión del Grupo Carso inicialmente generaría 575 empleos directos y 370 indirectos a partir de su construcción.
El 6 de diciembre de 2012, Zentralia Colima continúa con su proceso de ampliación con el inicio de operaciones la tienda departamental Sanborns, cuya ceremonia de corte de listón inaugural fue encabezada por el entonces Gobernador del Estado de Colima, Mario Anguiano Moreno, en conjunto con los entonces presidentes municipales de Colima y Villa de Álvarez, Federico Rangel y Enrique Rojas, respectivamente, así como de los representantes de la tienda departamental Sanborns.
El 21 de marzo de 2013, como parte de la ampliación del centro comercial Zentralia Colima, inicia sus operaciones la tienda departamental Sears, cuyo corte de listón inaugural fue encabezado por el entonces Gobernador del Estado de Colima, Mario Anguiano Moreno, junto con el entonces presidente municipal de Colima, Federico Rangel, el secretario de Fomento Económico, Rafael Gutiérrez y el presidente de Consejo de Administración de Sears México, Patrick Slim Domit, cuya tienda departamental generó un total de 110 empleos.
El 28 de febrero de 2015, se inaugura y entra en funcionamiento el Puente Peatonal Zentralia en las afueras del centro comercial Zentralia Colima a la altura del Tercer Anillo Periférico, el cual fue encabezado por el entonces Gobernador del Estado de Colima, Mario Anguiano Moreno junto con el gerente del centro comercial Zentralia Colima, Alejandro Castelazo, el secretario de Fomento Económico, Rafael Gutiérrez y el gerente de la tienda Sears Colima, Raúl Pérez Marquez.
El 31 de mayo de 2018, Zentralia Colima pasa por una reestructuración comercial y por falta de rentabilidad termina operaciones y se cierra la tienda departamental Sanborns. Posteriormente, el 19 de octubre de 2018, inicia sus operaciones la tienda Miniso como parte de la reesturcutración comercial de Zentralia Colima, cuya inauguración fue encabezada por el director de marketing de MINISO México y Colombia, César Medina.
El 31 de octubre de 2019, Zentralia Colima pasa por otra reestructuración con la integración al complejo comercial y la consiguiente inauguración de la tienda de ropa outlet Promoda Outlet Multimarcas del Grupo Axo.
El 29 de septiembre de 2023, El Instituto del Fondo Nacional de la Vivienda para los Trabajadores (Infonavit) llevó a cabo la primera Macro Feria de Servicios Infonavit dentro de las instalaciones del centro comercial Zentralia Colima, esto con el objetivo de facilitar a la población del Estado de Colima en la construcción de su patrimonio, el brindar opciones de vivienda, terrenos y financiamientos hipotecarios y de mejora patrimonial, mediante servicios como la consulta de créditos para compra de vivienda así como la asesoría sobre las soluciones de pago por medio de la Cobranza Social, la obtención de información sobre el proceso de la Devolución de la Subcuenta de Vivienda o pagos excedentes y trámites para la obtención de crédito patrimonial para los asistentes del evento, el cual culminó el 30 de septiembre del mismo año.
El 11 de agosto de 2024, se lleva a cabo la segunda Feria de servicios por parte del Instituto del Fondo Nacional de la Vivienda para los Trabajadores (Infonavit) dentro de las instalaciones del centro comercial Zentralia Colima, cuyo evento fue encabezado por la delegada regional de Infonavit Colima, Marisol Vega Luna en conjunto con el subsecretario del Trabajo del Gobierno de Colima, Javier Pinto, esto con el objetivo de facilitar a la población de Colima en la realización de los trámites de vivienda así como la consulta de la oferta de vivienda que manejan diferentes empresas desarrolladoras en la entidad, esto mediante servicios como trámites de vivienda, pagos de agua y luz y consulta de créditos para compra de vivienda así como la consulta de situación actual de la vivienda, entre otros.

## Características
Zentralia Colima consta de un centro comercial estilo Fashion mall estructurado a dos plantas con una superficie de construcción de 110,096.85 m2, de los cuales 51,955.61 m2 son de área rentable.
Empresarial y comercialmente, las tiendas ancla del complejo comercial son conformadas por dos tiendas departamentales (Liverpool y Sears), dos tiendas de ropa y un complejo de cines de la cadena Cinépolis, mientras que sus espacios comerciales la conforman tiendas y boutiques en las divisiones de ropa, calzado, accesorios, artículos para el hogar, telefonía móvil, librería, cuidado personal, maquillaje, mueblería, artículos deportivos, joyería y perfumería, entre otros giros de talla local, estatal, regional, nacional e internacional, así como restaurantes, puestos de comida, centros de diversión infantil, y servicios varios como barbería, clínicas de depilación, salones de belleza, sucursales bancarias y cajeros automáticos, entre otros.
Administrativamente, Zentralia Colima actualmente es operada y se encuentra bajo propiedad de la empresa inmobiliaria mexicana Grupo Jomer Desarrollador Inmobiliario.